# زیر پوست گرگ
زیر پوست گرگ (اسپانیایی: Bajo la piel de lobo‎) یک فیلم درام اسپانیایی به کارگردانی سامو فوئنتس است که در سال ۲۰۱۷ منتشر شد. از بازیگران این فیلم می‌توان به ماریو کاساس، روت دیاس و ایرنه اسکولار اشاره کرد.